# Pravo na informacije
Pravo na pristup informacijama je temeljno ljudsko pravo, zaštićeno brojnim međunarodnim konvencijama te samim Ustavom Republike Hrvatske (čl. 38., st.4.) i Zakonom o pravu na pristup informacijama (NN 25/13). S obzirom na to da ostvarenje prava na pristup informacijama doprinosi većoj odgovornosti u radu tijela javne vlasti i efikasnijoj borbi protiv korupcije, ono je pretpostavka demokratizacije društva te sredstvo koje građanima pruža mogućnost da dođu do informacija koje su im potrebne za ostvarivanje njihovih prava. Pravo na pristup informacijama i ponovnu uporabu informacija štiti, prati i promiče Povjerenik za informiranje kao neovisno državno tijelo. Povjerenik rješava žalbe i provodi inspekcijski nadzor nad tijelima javne vlasti te obavlja druge poslove vezane za primjenu Zakona o pravu na pristup informacijama. O Povjereniku i pravu građana na pristup informacijama možete se informirati na službenim internetskim stranicama.
Pravo na pristup informacijama ostvaruje se proaktivnom objavom informacija na internetskim stranicama tijela javne vlasti, uključujući i mogućnost sudjelovanja u donošenju propisa u postupku savjetovanja sa zainteresiranom javnošću, ili upućivanjem zahtjeva za pristup informacija tijelu javne vlasti. Građani i pravne osobe zahtjev za pristup informacijama kao i zahtjev za ponovnu uporabu informacija mogu podnijeti ili neposredno slanjem zahtjeva tijelu javne vlasti ili putem Imamo pravo znati.
Popis tijela javne vlasti obuhvaća tijela koja su obveznici primjene Zakona o pravu na pristup informacijama i kojima se zahtjev može podnijeti na gore opisan način. Popis sadrži podatke o tijelima javne vlasti i njihovim službenicima za informiranje te kontakt podatke i objavljen je na internetskoj stranici Povjerenika za informiranje, Portalu otvorenih podataka te se koristi za podnošenje zahtjeva putem Imamo pravo znati.
U slučaju da tijelo javne nije riješilo zahtjev za pristup informacijama u propisanim rokovima nastala je tzv. 'šutnja uprave' te korisnik ima pravo izjaviti žalbu Povjereniku za informiranje. Za izjavljivanje žalbe je bitno je da je protekao zakonski rok od 15 dana, odnosno 30 dana (ako je tijelo javne vlasti produžilo rok za rješavanje zahtjeva, u zakonu propisanim slučajevima) od uredno podnesenog zahtjeva.
Ako je tijelo javne vlasti odbilo zahtjev za pristup informacijama iz razloga navedenih u Zakonu o pravu na pristup informacijama, podnositelj zahtjeva može izjaviti žalbu protiv toga rješenja. Žalba se izjavljuje Povjereniku za informiranje u roku od 15 dana od dana dostave rješenja i rješava se u rokovima od 30, 60 ili 90 dana. Visoki upravni sud osigurava sudsku zaštitu protiv odluka ili šutnje Povjerenika.